# Love and Pain and the Whole Damn Thing
Love and Pain and the Whole Damn Thing (bra Amor e Sofrimento, ou Amor e Dor) um filme estadunidense de 1973, do gênero comédia romântica, dirigido por Alan J. Pakula, com roteiro de Alvin Sargent e estrelado por Maggie Smith e Timothy Bottoms.
Durante a fase de produção, o filme teve o título de The Widower.

## Sinopse
Walter Elbertson é um jovem asmático que busca uma direção para sua vida. Seu pai o envia para a Espanha, a fim de passar as férias e tratar da asma. Lá ele conhece Lila Fisher, uma mulher mais velha desiludida com a vida. Os dois acabam se envolvendo num relacionamento tumultuado.

## Elenco
- Lila Fisher - Maggie Smith
- Walter Elbertson - Timothy Bottoms
- The Duke - Don Jaime de Mora y Aragon
- Cavalheiro espanhol - Emiliano Redondo
- Dr Elbertson - Charles Baxter
- Mrs Elbertson - Margaret Modlin
- Melanie Elbertson - May Heatherly
- Carl - Lloyd Brimhall
- Dr Edelheidt - Elmer Modling